# Ellen Demorest
Ellen Demorest, född 1824, död 1898, var en amerikansk modedesigner. Hon var tillsammans med Ebenezer Butterick den ena av de två ledande personerna inom amerikansk modeindustri under 1800-talet.

## Biografi
Ellen Demorest var dotter till Electra Abel Curtis och farmaren och hattfabrikören Henry D. Curtis och gifte sig 1858 med publicisten William Jennings Demorest. 
Från 1860 utgav hon med makens hjälp modetidningen Mme. Demorest’s Mirror of Fashions eller Demorest’s Illustrated Monthly Magazine, som presenterade det rådande modet för kvinnor och sålde mönster till det. Paret drev även en modebutik från sin bas i New York. Verksamheten var enormt framgångsrik i USA, där kvinnor inte alltid hade tillgång till modebutiker eller ens klädesaffärer, och modemönster såldes även i nybyggartrakter. Demorests mönstertidningar såldes även i Europa.
Tidningen innehöll även artiklar och kolumner i andra frågor, som kvinnors rätt till utbildning och yrke. Hon integrerade även svarta och vita kvinnor i sitt företag genom att låta dem arbeta tillsammans snarare än separat, vilket annars var det vanliga under denna tid.